# Grassette du Portugal
Pinguicula lusitanica
Espèce
Classification phylogénétique
La Grassette du Portugal (Pinguicula lusitanica) est une espèce de plantes à fleurs de la famille des Lentibulariaceae. C'est une plante herbacée carnivore que l'on trouve le long du littoral atlantique. Cette grassette est aussi appelée Gobe-mouche du Portugal. 

## Description

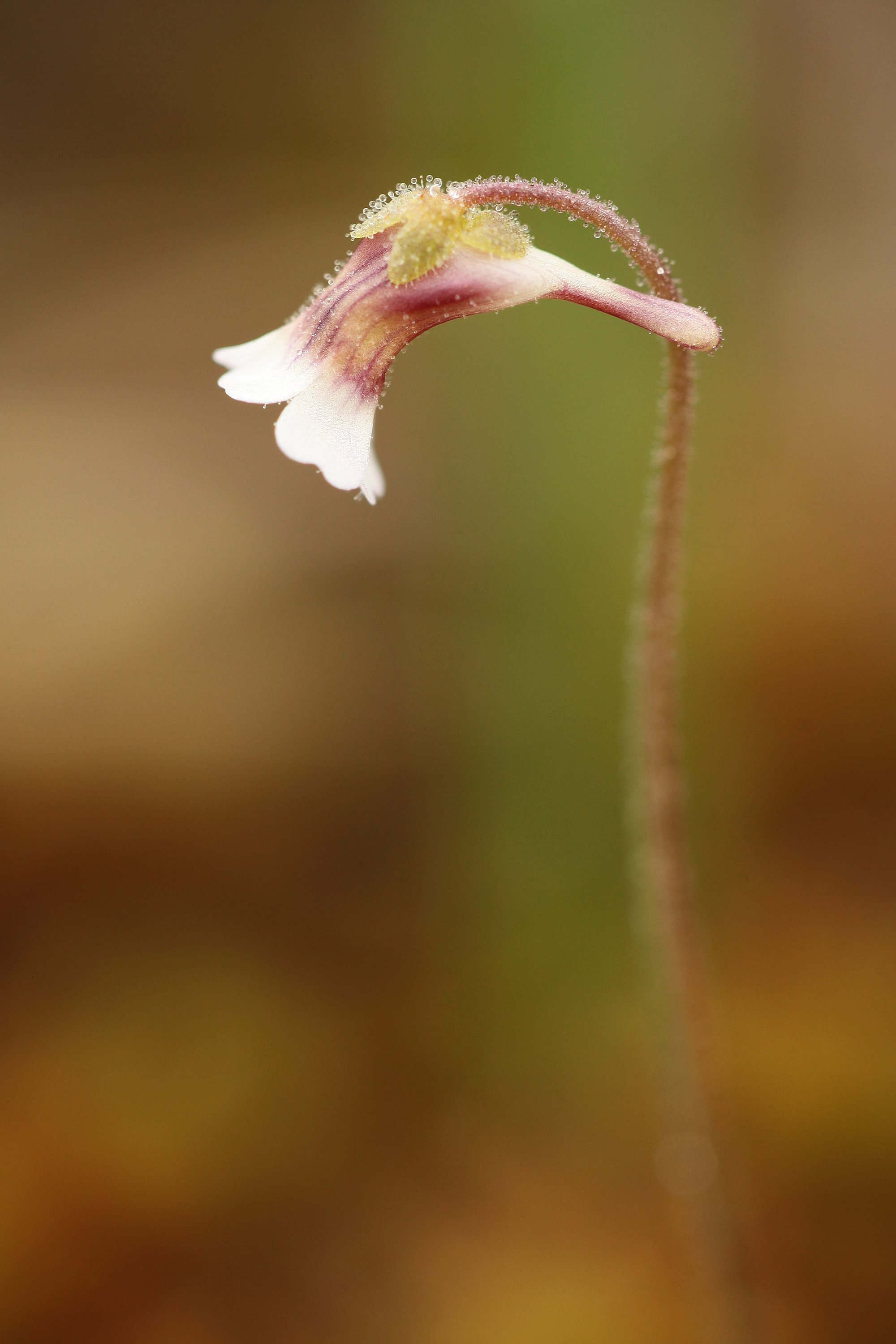

Pinguicula lusitanica est une plante carnivore vivace haute de 8 à 15 cm. Toute la plante est couverte de glandes gluantes. Les feuilles sont courtes, d'un vert jaunâtre luisant, souvent lavées de poupre, à bords enroulés en-dedans. Les petites fleurs sont d'un blanc un peu rosés strié de pourpre à l'extrémité d'un long pédoncule. Le fruit est une capsule globuleuse. 

## Répartition et habitat
On la rencontre le long du littoral atlantique, des Shetland au Maroc, donc en Grande-Bretagne, en Irlande, en France, en Espagne et au Portugal.
En France elle habite les landes et lieux tourbeux et marécageux sur des sols à pH acides, à basse altitude. On la trouve dans l'Ouest, le Centre et en Midi-Pyrénées.

## Systématique
Le nom correct complet (avec auteur) de ce taxon est Pinguicula lusitanica L..
Ce taxon porte en français le nom vernaculaire ou normalisé suivant : Grassette du Portugal,,.
Pinguicula lusitanica a pour synonymes :
- Isoloba lusitanica (L.) Raf.
- Pinguicula alpina Thore
- Pinguicula cornubiensis Ray
- Pinguicula cornubiensis Ray ex Stokes
- Pinguicula minima Merr.
- Pinguicula minima Merr. ex Stokes
- Pinguicula pallida J.Ruskin
- Pinguicula subaequalis Stokes
- Pinguicula villosa Lightfoot
- Pinguicula viscosa Merino
- Pinguicula vulgaris Maulny